# Emilio Aldunate
Emilio Aldunate Bascuñán (Santiago, 1871 - 1946) fue un médico y cirujano chileno del siglo XX.

## Biografía
Nació en Santiago de Chile el 14 de marzo de 1871, hijo del arquitecto chileno Manuel Aldunate Avaria y de Albina Bascuñán y Vigil, pariente de su marido y también descendiente de los Condes de la Conquista.
Ingresó al Ejército de Chile, llegando al grado de Mayor de Sanidad, en cuya calidad trabajó por más de 20 años en dicha institución. En la revolución de 1891, contra el Presidente Balmaceda, con el grado de teniente participó en las batallas de Concón y Miraflores.
Fue miembro de la primera junta de vecinos de Santiago, nombrada el 25 de septiembre de 1924.
Perteneció a la Comisión Asesora de la Central de Compras de la Dirección General de Beneficencia y Asistencia Social, cargo al que renunció en 1929.
Militó en el Partido Liberal, siendo uno de los directores generales del partido que apoyó y firmó por la candidatura de Arturo Alessandri Palma para las elecciones presidenciales de 1932.
Falleció en Santiago en 1946.

### Familia y descendencia
Contrajo matrimonio con Emilia Phillips Huneeus y fueron padres de:
- Emilio Aldunate Phillps.
- Arturo Aldunate Phillips.
- Enrique Aldunate Phillps.
- Raúl Aldunate Phillips.[8]
- Pablo Aldunate Phillips (o Paul).[9]
- Luz María Aldunate Phillips.

## Carrera médica
Hizo sus estudios secundarios en el Instituto Nacional. Ingresó más tarde a estudiar Medicina y Farmacia en la Universidad de Chile, licenciándose en 1893, y titulándose en 1895 como médico-cirujano. En 1909, fue comisionado por el Ministerio de Guerra para hacer estudios en los principales ejército europeos sobre Sanidad Militar. 
A su regreso en 1911, fue nombrado profesor de Terapéutica en la Facultad de Medicina de la Universidad de Chile.
Pasó un tiempo en Europa, donde se formó en nuevos tratamientos relacionados con la quimioterapia para algunas enfermedades infecciosas.
Presidente del primer Congreso de Patologías Médica realizado en la ciudad de Concepción en 1930.
Presidente de la Liga Chilena contra la Tuberculosis, del Instituto "Sanitas" y Director Médico de la compañía de seguros "La Sudamericana". Miembro de la Sociedad Médica de Chile.Fue presidente de la Sociedad Médica de Santiago de 1914 a 1916 y, nuevamente, de 1929 a 1931.
Fue el médico personal del arzobispo Errázuriz y estuvo junto a él en sus últimos días de vida.
Participó en la elaboración del "Farmacopea Chilena Codex Medicamentarius Chilensis" del Ministerio de Salubridad, Prevención y Asistencia Social.
Trabajó durante más de dos décadas en el Hospital San Borja. En el desempeño de su cátedra de terapéutica introdujo nuevos métodos de enseñanza.